# No More Heroes (chanson)
Pour les articles homonymes, voir No More Heroes.
Pistes de No More Heroes
Something Better Change
(1977) 5 Minutes
(1978)
No More Heroes est une chanson du groupe The Stranglers issue de leur album du même nom.

## Description
Il s'agit d'un des plus gros succès du groupe. La chanson atteint la 8e place de l'UK Singles Chart le lendemain de sa sortie,. 
Le texte se réfère à différentes figures historiques telles Elmyr de Hory, Leon Trotsky, Lenny Bruce, William Shakespeare et au personnage fictif de Sancho Panza. 
La face B, In the Shadows, n'apparaîtra pas dans l'album mais sera publiée dans le suivant Black and White.
En 1995, les producteurs du groupe menacent Elastica d'un procès, jugeant que le titre Waking up emprunte trop d'éléments à No More Heroes. Finalement, un accord est trouvé et les auteurs du titre sont crédités sur l'album Elastica. 
Une reprise de la chanson par Violent Femmes apparait en 1999 dans le film Mystery Men ainsi que dans deux épisodes de la série Ashes to Ashes (épisode 1, première saison ; épisode 4, troisième saison). Elle est incluse dans la bande originale de la première saison. 
La chanson a aussi figuré au générique de clôture de la sitcom Zapped (épisode 6, deuxième saison). 
Le jeu vidéo No More Heroes tient son nom de la chanson.